# Kittilä
Kittilä je općina u Finskoj u provinciji Laponiji. Godine 2023. imala je 6603 stanovnika.
Poznata je kao mjesto najniže zabilježene temperature u Finskoj: −51.5 °C, izmjerena je u siječnju 1999. u Pokki.

## Turizam
Poznato je skijaško odredište. U blizini se nalazi zimsko sportsko središte Levi čija je najviša točka visoka 531 m. Jezero Jerisjärvi nalazi se na sjeverozapadu.

## Politika
Kao što je općenito slučaj u ruralnim područjima sjeverne Finske, Stranka centra politički je najjača u općini. Na lokalnim izborima 2008. godine dobila je nešto više od polovice glasova i imala apsolutnu većinu s 14 od 27 mjesta u mjesnom vijeću, najvišem tijelu odlučivanja o lokalnim pitanjima. Druga najjača sila bio je ljevičarski savez (Vasemmistoliitto). Dobila je oko 30 posto glasova i imala osam mjesta u lokalnom vijeću. Socijaldemokrati i Nacionalna koalicijska stranka, iako na razini zemlje pripadaju trima glavnim strankama, igrali su tek marginalnu ulogu s izbornim rezultatima od oko deset posto te dva ili tri predstavnika u lokalnome vijeću.
Godine 2017. Stranka centra dobila je 31,5 % glasova i priskrbila si 9 mjesta, a Oikeudenmukainen Kittilä 20,8 % i 7 mjesta. Vasemmistoliitto je osvojio čeitiri.

## Poznate osobe
- Tauno Honkanen (1927. – 2023.), skijaš
- Arto Paasilinna (1942. – 2018.), pisac
- Kalervo Palsa (1947. – 1987.), slikar

## Vanjske poveznice
- Službena stranica